# Гуидо Марцули
Вижте пояснителната страница за други личности с името Гуидо.
Гуидо Марцули  (на италиански: Guido Marzulli) е италиански художник, роден на 8 юли 1943 г. в Бари, Италия.

## Биография
Започва своята активна кариера в Бари, където завършва и университет. През 1970 г. се премества в Рим. Започва да изучава изкуството на великите майстори от миналото и задълбочава своите умения както в пейзажа, така и в спецификата на портретизма. През 1991 г. се премества в Милано..
Отказвайки се от неформални изяви, той се отдава на фигуративната живопис, за което получава множество награди и признания, между които златен медал на Биеналето в Рим през 1990 г..
Снимков каталог на голяма част от произведенията и биографична справка за художника могат да се намерят в посветените му архиви в Биографо-иконографския архив на канцеларията на Националната Галерия за модерно и съвременно изкуство в Рим.

## Музеи
Негови творби могат да се видят в музея на Бари (Pinacoteca Metropolitana di Bari), и музея на град Латина (център на провинция Лацио) (Galleria Civica d'Arte Moderna e Contemporanea di Latina), музея на Фоджа (Museo Civico e Pinacoteca Comunale di Foggia) и музея на Матера (Museo Nazionale di Matera).